# Grand Prix Emilii-Romanii 2025
Grand Prix Emilii-Romanii 2025, oficjalnie Formula 1 AWS Gran Premio del Made in Italy e dell'Emilia-Romagna 2025 – siódma runda Mistrzostw Świata Formuły 1 w sezonie 2025. Grand Prix odbyło się w dniach 16–18 maja 2025 na torze Autodromo Enzo e Dino Ferrari w Imoli. Wyścig po raz czwarty z rzędu na torze wygrał Max Verstappen (Red Bull Racing), a na podium stanęli kolejno obaj kierowcy McLarena: Lando Norris i Oscar Piastri.

## Lista startowa
| Nr          | Kierowca              | Zespół                             | Samochód                          | Silnik              | Opony |
| ----------- | --------------------- | ---------------------------------- | --------------------------------- | ------------------- | ----- |
| 1           | Max Verstappen        | Oracle Red Bull Racing             | Red Bull Racing RB21              | Honda RBPTH002      | P     |
| 4           | Lando Norris          | McLaren Formula 1 Team             | McLaren MCL39                     | Mercedes-AMG F1 M16 | P     |
| 5           | Gabriel Bortoleto     | Stake F1 Team Kick Sauber          | Kick Sauber C45                   | Ferrari 066/12      | P     |
| 6           | Isack Hadjar          | Visa Cash App Racing Bulls F1 Team | Racing Bulls VCARB 02             | Honda RBPTH002      | P     |
| 10          | Pierre Gasly          | BWT Alpine F1 Team                 | Alpine A525                       | Renault E-Tech RE25 | P     |
| 12          | Andrea Kimi Antonelli | Mercedes-AMG PETRONAS F1 Team      | Mercedes-AMG F1 W16 E Performance | Mercedes-AMG F1 M16 | P     |
| 14          | Fernando Alonso       | Aston Martin Aramco F1 Team        | Aston Martin AMR25                | Mercedes-AMG F1 M16 | P     |
| 16          | Charles Leclerc       | Scuderia Ferrari HP                | Ferrari SF-25                     | Ferrari 066/12      | P     |
| 18          | Lance Stroll          | Aston Martin Aramco F1 Team        | Aston Martin AMR25                | Mercedes-AMG F1 M16 | P     |
| 22          | Yūki Tsunoda          | Oracle Red Bull Racing             | Red Bull Racing RB21              | Honda RBPTH002      | P     |
| 23          | Alexander Albon       | Atlassian Williams Racing          | Williams FW47                     | Mercedes-AMG F1 M16 | P     |
| 27          | Nico Hülkenberg       | Stake F1 Team Kick Sauber          | Kick Sauber C45                   | Ferrari 066/12      | P     |
| 30          | Liam Lawson           | Visa Cash App Racing Bulls F1 Team | Racing Bulls VCARB 02             | Honda RBPTH002      | P     |
| 31          | Esteban Ocon          | MoneyGram Haas F1 Team             | Haas VF-25                        | Ferrari 066/12      | P     |
| 43          | Franco Colapinto      | BWT Alpine F1 Team                 | Alpine A525                       | Renault E-Tech RE25 | P     |
| 44          | Lewis Hamilton        | Scuderia Ferrari HP                | Ferrari SF-25                     | Ferrari 066/12      | P     |
| 55          | Carlos Sainz Jr.      | Atlassian Williams Racing          | Williams FW47                     | Mercedes-AMG F1 M16 | P     |
| 63          | George Russell        | Mercedes-AMG PETRONAS F1 Team      | Mercedes-AMG F1 W16 E Performance | Mercedes-AMG F1 M16 | P     |
| 81          | Oscar Piastri         | McLaren Formula 1 Team             | McLaren MCL39                     | Mercedes-AMG F1 M16 | P     |
| 87          | Oliver Bearman        | MoneyGram Haas F1 Team             | Haas VF-25                        | Ferrari 066/12      | P     |
| Źródło: FIA |                       |                                    |                                   |                     |       |

## Wyniki

### Najlepsze czasy sesji treningowych
| Sesja       | Nr | Kierowca      | Konstruktor      | Czas     | Okr. |
| ----------- | -- | ------------- | ---------------- | -------- | ---- |
| 1           | 81 | Oscar Piastri | McLaren-Mercedes | 1:16,545 | 23   |
| 2           | 81 | Oscar Piastri | McLaren-Mercedes | 1:15,293 | 28   |
| 3           | 4  | Lando Norris  | McLaren-Mercedes | 1:14,897 | 19   |
| Źródło: FIA |    |               |                  |          |      |

### Kwalifikacje
| P                    | Nr | Kierowca              | Konstruktor                  | Czasy w kwalifikacjach | Czasy w kwalifikacjach | Czasy w kwalifikacjach | Poz. s. |
| P                    | Nr | Kierowca              | Konstruktor                  | Q1                     | Q2                     | Q3                     | Poz. s. |
| -------------------- | -- | --------------------- | ---------------------------- | ---------------------- | ---------------------- | ---------------------- | ------- |
| 1                    | 81 | Oscar Piastri         | McLaren-Mercedes             | 1:15,500               | 1:15,214               | 1:14,670               | 1       |
| 2                    | 1  | Max Verstappen        | Red Bull Racing-Honda RBPT   | 1:15,175               | 1:15,394               | 1:14,704               | 2       |
| 3                    | 63 | George Russell        | Mercedes                     | 1:15,852               | 1:15,334               | 1:14,807               | 3       |
| 4                    | 4  | Lando Norris          | McLaren-Mercedes             | 1:15,894               | 1:15,261               | 1:14,962               | 4       |
| 5                    | 14 | Fernando Alonso       | Aston Martin Aramco-Mercedes | 1:15,695               | 1:15,442               | 1:15,431               | 5       |
| 6                    | 55 | Carlos Sainz Jr.      | Williams-Mercedes            | 1:15,987               | 1:15,198               | 1:15,432               | 6       |
| 7                    | 23 | Alexander Albon       | Williams-Mercedes            | 1:16,123               | 1:15,521               | 1:15,473               | 7       |
| 8                    | 18 | Lance Stroll          | Aston Martin Aramco-Mercedes | 1:15,817               | 1:15,497               | 1:15,581               | 8       |
| 9                    | 6  | Isack Hadjar          | Racing Bulls-Honda RBPT      | 1:16,253               | 1:15,510               | 1:15,746               | 9       |
| 10                   | 10 | Pierre Gasly          | Alpine-Renault               | 1:15,937               | 1:15,505               | 1:15,787               | 10      |
| 11                   | 16 | Charles Leclerc       | Ferrari                      | 1:16,108               | 1:15,604               |                        | 11      |
| 12                   | 44 | Lewis Hamilton        | Ferrari                      | 1:16,163               | 1:15,765               |                        | 12      |
| 13                   | 12 | Andrea Kimi Antonelli | Mercedes                     | 1:15,943               | 1:15,772               |                        | 13      |
| 14                   | 5  | Gabriel Bortoleto     | Kick Sauber-Ferrari          | 1:16,340               | 1:16,260               |                        | 14      |
| 15                   | 43 | Franco Colapinto      | Alpine-Renault               | 1:16,256               | –                      |                        | 16      |
| 16                   | 30 | Liam Lawson           | Racing Bulls-Honda RBPT      | 1:16,379               |                        |                        | 15      |
| 17                   | 27 | Nico Hülkenberg       | Kick Sauber-Ferrari          | 1:16,518               |                        |                        | 17      |
| 18                   | 31 | Esteban Ocon          | Haas-Ferrari                 | 1:16,613               |                        |                        | 18      |
| 19                   | 87 | Oliver Bearman        | Haas-Ferrari                 | 1:16,918               |                        |                        | 19      |
| 107% czasu: 1:20,437 |    |                       |                              |                        |                        |                        |         |
| –                    | 22 | Yūki Tsunoda          | Red Bull Racing-Honda RBPT   | –                      |                        |                        | PL      |
| Źródło: FIA          |    |                       |                              |                        |                        |                        |         |

### Wyścig
| P           | Nr | Kierowca              | Konstruktor                  | Okr. | Czas              | Poz. s. | +/−       | Punkty |
| ----------- | -- | --------------------- | ---------------------------- | ---- | ----------------- | ------- | --------- | ------ |
| 1           | 1  | Max Verstappen        | Red Bull Racing-Honda RBPT   | 63   | 1:31:33,199       | 2       | 1         | 25     |
| 2           | 4  | Lando Norris          | McLaren-Mercedes             | 63   | +6,109            | 4       | 2         | 18     |
| 3           | 81 | Oscar Piastri         | McLaren-Mercedes             | 63   | +12,956           | 1       | 2         | 15     |
| 4           | 44 | Lewis Hamilton        | Ferrari                      | 63   | +14,356           | 12      | 8         | 12     |
| 5           | 23 | Alexander Albon       | Williams-Mercedes            | 63   | +17,945           | 7       | 2         | 10     |
| 6           | 16 | Charles Leclerc       | Ferrari                      | 63   | +20,774           | 11      | 5         | 8      |
| 7           | 63 | George Russell        | Mercedes                     | 63   | +22,034           | 3       | 4         | 6      |
| 8           | 55 | Carlos Sainz Jr.      | Williams-Mercedes            | 63   | +22,898           | 6       | 2         | 4      |
| 9           | 6  | Isack Hadjar          | Racing Bulls-Honda RBPT      | 63   | +23,586           | 9       | Bez zmian | 2      |
| 10          | 22 | Yūki Tsunoda          | Red Bull Racing-Honda RBPT   | 63   | +26,446           | PL      | 10        | 1      |
| 11          | 14 | Fernando Alonso       | Aston Martin Aramco-Mercedes | 63   | +27,250           | 5       | 6         |        |
| 12          | 27 | Nico Hülkenberg       | Kick Sauber-Ferrari          | 63   | +30,296           | 17      | 5         |        |
| 13          | 10 | Pierre Gasly          | Alpine-Renault               | 63   | +31,424           | 10      | 3         |        |
| 14          | 30 | Liam Lawson           | Racing Bulls-Honda RBPT      | 63   | +32,511           | 15      | 1         |        |
| 15          | 18 | Lance Stroll          | Aston Martin Aramco-Mercedes | 63   | +32,993           | 8       | 7         |        |
| 16          | 43 | Franco Colapinto      | Alpine-Renault               | 63   | +33,411           | 16      | Bez zmian |        |
| 17          | 87 | Oliver Bearman        | Haas-Ferrari                 | 63   | +33,808           | 19      | 2         |        |
| 18          | 5  | Gabriel Bortoleto     | Kick Sauber-Ferrari          | 63   | +38,572           | 14      | 4         |        |
| NS          | 12 | Andrea Kimi Antonelli | Mercedes                     | 44   | NU (przepustnica) | 13      |           |        |
| NS          | 31 | Esteban Ocon          | Haas-Ferrari                 | 27   | NU (silnik)       | 18      |           |        |
| Źródło: FIA |    |                       |                              |      |                   |         |           |        |

### Najszybsze okrążenie
| Nr          | Kierowca       | Konstruktor                | Czas     | Okr. |
| ----------- | -------------- | -------------------------- | -------- | ---- |
| 1           | Max Verstappen | Red Bull Racing-Honda RBPT | 1:17,988 | 58   |
| Źródło: FIA |                |                            |          |      |

### Prowadzenie w wyścigu
| Nr                              | Kierowca       | Konstruktor                | Okrążenia | Suma |
| ------------------------------- | -------------- | -------------------------- | --------- | ---- |
| 1                               | Max Verstappen | Red Bull Racing-Honda RBPT | 1–63      | 63   |
| \| Wykres \| \| ------ \| \| \| |                |                            |           |      |
| Źródło: FIA                     |                |                            |           |      |
| Wykres                          |                |                            |           |      |
|                                 |                |                            |           |      |

## Klasyfikacja po wyścigu

### Kierowcy
| P           | +/–       | Kierowca              | Zgł. | Punkty | P1 | P2 | P3 | PP | NO | NS | NU | NW | DK |
| ----------- | --------- | --------------------- | ---- | ------ | -- | -- | -- | -- | -- | -- | -- | -- | -- |
| 1           | Bez zmian | Oscar Piastri         | 7    | 146    | 4  | –  | 2  | 3  | 1  | –  | –  | –  | –  |
| 2           | Bez zmian | Lando Norris          | 7    | 133    | 1  | 4  | 1  | 1  | 4  | –  | –  | –  | –  |
| 3           | Bez zmian | Max Verstappen        | 7    | 124    | 2  | 2  | –  | 3  | 1  | –  | –  | –  | –  |
| 4           | Bez zmian | George Russell        | 7    | 99     | –  | 1  | 3  | –  | –  | –  | –  | –  | –  |
| 5           | Bez zmian | Charles Leclerc       | 7    | 61     | –  | –  | 1  | –  | –  | 1  | –  | –  | 1  |
| 6           | 1         | Lewis Hamilton        | 7    | 53     | –  | –  | –  | –  | –  | 1  | –  | –  | 1  |
| 7           | 1         | Andrea Kimi Antonelli | 7    | 48     | –  | –  | –  | –  | 1  | 1  | 1  | –  | –  |
| 8           | Bez zmian | Alexander Albon       | 7    | 40     | –  | –  | –  | –  | –  | –  | –  | –  | –  |
| 9           | Bez zmian | Esteban Ocon          | 7    | 14     | –  | –  | –  | –  | –  | 1  | 1  | –  | –  |
| 10          | Bez zmian | Lance Stroll          | 7    | 14     | –  | –  | –  | –  | –  | –  | –  | –  | –  |
| 11          | 2         | Carlos Sainz Jr.      | 7    | 11     | –  | –  | –  | –  | –  | 2  | 2  | –  | –  |
| 12          | 1         | Yūki Tsunoda          | 7    | 10     | –  | –  | –  | –  | –  | 1  | 1  | –  | –  |
| 13          | 1         | Pierre Gasly          | 7    | 7      | –  | –  | –  | –  | –  | 2  | 1  | –  | 1  |
| 14          | 2         | Isack Hadjar          | 7    | 7      | –  | –  | –  | –  | –  | 1  | –  | 1  | –  |
| 15          | 1         | Nico Hülkenberg       | 7    | 6      | –  | –  | –  | –  | –  | 1  | –  | –  | 1  |
| 16          | 1         | Oliver Bearman        | 7    | 6      | –  | –  | –  | –  | –  | 1  | 1  | –  | –  |
| 17          | Bez zmian | Fernando Alonso       | 7    | 0      | –  | –  | –  | –  | –  | 2  | 2  | –  | –  |
| 18          | Bez zmian | Liam Lawson           | 7    | 0      | –  | –  | –  | –  | –  | 2  | 2  | –  | –  |
| 19          | Bez zmian | Jack Doohan           | 6    | 0      | –  | –  | –  | –  | –  | 2  | 2  | –  | –  |
| 20          | Bez zmian | Gabriel Bortoleto     | 7    | 0      | –  | –  | –  | –  | –  | 2  | 2  | –  | –  |
| 21          | N         | Franco Colapinto      | 1    | 0      | –  | –  | –  | –  | –  | –  | –  | –  | –  |
| Źródło: FIA |           |                       |      |        |    |    |    |    |    |    |    |    |    |

### Konstruktorzy
| P           | +/–       | Konstruktor                  | Zgł. | Punkty | P1 | P2 | P3 | PP | NO | NS | NU | NW | DK |
| ----------- | --------- | ---------------------------- | ---- | ------ | -- | -- | -- | -- | -- | -- | -- | -- | -- |
| 1           | Bez zmian | McLaren-Mercedes             | 14   | 279    | 5  | 4  | 3  | 4  | 5  | –  | –  | –  | –  |
| 2           | Bez zmian | Mercedes                     | 14   | 147    | –  | 1  | 3  | –  | 1  | 1  | 1  | –  | –  |
| 3           | Bez zmian | Red Bull Racing-Honda RBPT   | 14   | 131    | 2  | 2  | –  | 3  | 1  | 2  | 2  | –  | –  |
| 4           | Bez zmian | Ferrari                      | 14   | 114    | –  | –  | 1  | –  | –  | 2  | –  | –  | 2  |
| 5           | Bez zmian | Williams-Mercedes            | 14   | 51     | –  | –  | –  | –  | –  | 2  | 2  | –  | –  |
| 6           | Bez zmian | Haas-Ferrari                 | 14   | 20     | –  | –  | –  | –  | –  | 2  | 2  | –  | –  |
| 7           | Bez zmian | Aston Martin Aramco-Mercedes | 14   | 14     | –  | –  | –  | –  | –  | 2  | 2  | –  | –  |
| 8           | Bez zmian | Racing Bulls-Honda RBPT      | 14   | 10     | –  | –  | –  | –  | –  | 2  | 1  | 1  | –  |
| 9           | Bez zmian | Alpine-Renault               | 14   | 7      | –  | –  | –  | –  | –  | 4  | 3  | –  | 1  |
| 10          | Bez zmian | Kick Sauber-Ferrari          | 14   | 6      | –  | –  | –  | –  | –  | 3  | 2  | –  | 1  |
| Źródło: FIA |           |                              |      |        |    |    |    |    |    |    |    |    |    |